# Ministry of Justice (Neuseeland)
Das Ministry of Justice, in Maori Tāhū o te Ture, ist ein Ministerium und Public Service Department (Behörde des öffentlichen Dienstes) in Neuseeland, das für den Justiz-Sektor in Neuseeland zuständig ist.

## Aufgaben
Das Ministerium ist die einzige Behörde des öffentlichen Sektors in Neuseeland, die für alle drei Bereiche des Regierungssystems, wie der Exekutive, der Legislative und der unabhängigen Justiz, tätig ist und hat sich dabei drei grundsätzliche Ziele gesetzt, wie für eine sichere Gesellschaft zu sorgen, das Vertrauen in das System der Justiz zu stärken und die Integrität der Verfassung Neuseelands zu wahren.
Das Ministerium hatte Stand 2019 knapp 3800 Mitarbeiter an rund 120 Standorten im Land verteilt, die allesamt für die Justiz des Landes arbeiten. Neben der Erarbeitung von Gesetzesvorlagen für die Regierung übernimmt das Ministerium zusätzlich noch folgende Aufgaben:
- es unterstützt 29 Tribunale, Behörden und Ausschüsse, die Neuseeländern bei der Beilegung von Streitigkeiten helfen,
- es arbeitet mit der Justiz zusammen, um Gerichtsdienstleistungen für den Supreme Court (Oberstes Gericht), den Court of Appeal (Berufungsgericht), den High Court (oberstes Zivil- und Strafgericht), den 58 District Courts (Distriktgerichte), den Coroners Court (Untersuchungsgericht für Todesfälle), den Environment Court (Umweltgericht), den Employment Court (Arbeitsgericht) und den Māori Land Court (Gericht für Landangelegenheiten in Bezug auf Māori) zu erbringen,
- es verhandelt historische Ansprüche aus dem Vertrag von Waitangi und versucht positive und dauerhafte Vereinbarungen zwischen der Krone und den Māori zu schließen,
- es verwaltet den Marine and Coastal Area (Takutai Moana) Act,
- es leistet Rechtshilfe durch den Public Defence Service für Personen, die wegen Straftaten angeklagt sind,
- es verwaltet das Rechtshilfesystem, das Menschen, die sich keinen Anwalt leisten können, Rechtshilfe bezahlt,
- es arbeitet mit anderen zusammen, um Kriminalität und Rückfälligkeiten zu verringern,
- es entwickelt eine Justizpolitik und berät die Minister und das Kabinett, was dazu beiträgt, eine Reihe von Fragen anzugehen, wie z. B. die Unterstützung von Opfern, die Rechenschaftspflicht von Tätern und die Förderung der Menschenrechte,
- es leitet den Justizsektor (bestehend aus dem Justizministerium, der neuseeländischen Polizei, der Strafvollzugsbehörde, dem Crown Law Office, dem Serious Fraud Office, dem Oranga Tamariki—Ministry for Children), die gemeinsam an der Verringerung von Kriminalität und Rückfalltaten arbeiten,
- es zieht gerichtlich verhängte Geldstrafen ein,
- es führt jährlich 450.000 Überprüfungen von Vorstrafen durch und hilft so den Arbeitgebern, fundierte Entscheidungen zu treffen.
- es verwaltet mehr als 150 Gesetzestexte, einschließlich des Official Information Act.[4]